# Provinz Rimini
Die Provinz Rimini (italienisch Provincia di Rimini) ist eine italienische Provinz der Region Emilia-Romagna. Hauptstadt ist Rimini. Die Provinz zählt 339.837 Einwohner (Stand 31. Dezember 2023) in 27 Gemeinden auf einer Fläche von ca. 922 km².

## Geographie
Die Provinz grenzt im Süden an die Provinz Pesaro und Urbino in den Marken und an die Republik San Marino, im Osten an die Adria, im Norden und im Westen an die Provinz Forlì-Cesena und im Südwesten an die Provinz Arezzo in der Toskana.
Im Gebiet gibt es keine nennenswerten Seen. Die Küste ist niedrig gelegen und bietet einen weiträumigen Strand.

## Geschichte
Die Provinz Rimini wurde 1992 aus Gebieten der ehemaligen Provinz Forlì gegründet, die seitdem den Namen Forlì-Cesena trägt. Nach einem 2006 durchgeführten Referendum kamen 2009 sieben Gemeinden aus der Provinz Pesaro und Urbino hinzu, so dass sich die Provinz nun auch in das bergige Hinterland westlich von San Marino erstreckt. 2021 wechselten weitere zwei Gemeinden aus der Provinz Pesaro und Urbino in die Provinz Rimini.

## Größte Gemeinden
(Einwohnerzahlen Stand 31. Dezember 2023)
| Gemeinde                  | Einwohner |
| ------------------------- | --------- |
| Rimini                    | 150.046   |
| Riccione                  | 34.465    |
| Santarcangelo di Romagna  | 22.228    |
| Bellaria-Igea Marina      | 19.453    |
| Cattolica                 | 16.579    |
| Misano Adriatico          | 14.162    |
| Coriano                   | 10.455    |
| Verucchio                 | 10.058    |
| San Giovanni in Marignano | 9.410     |
| Novafeltria               | 6.990     |
| Morciano di Romagna       | 7.183     |

Die Liste der Gemeinden in der Emilia-Romagna beinhaltet alle Gemeinden der Provinz mit Einwohnerzahlen.

## Verkehr
Die Autobahn (Autostrada A14) verläuft entlang der Küste.
Die Bahnhöfe von Santarcangelo di Romagna, Rimini, Riccione und Misano Adriatico liegen an der wichtigen Bahnstrecke Bologna–Ancona der Italienischen Staatsbahn. In Rimini zweigt die von der FER betriebene Bahnstrecke Ferrara–Rimini ab.